# Statue-menhir de Saint-Julien
La statue-menhir de Saint-Julien est une statue-menhir appartenant au groupe rouergat découverte à Belmont-sur-Rance, dans le département de l'Aveyron en France.

## Description
Elle fut découverte avant 1900 sur les bords d'un ruisseau dans un tas de pierres de démolition. L'original a été perdu mais ses caractéristiques sont connues grâce à deux clichés photographiques et la description qu'en a donné l'abbé Frédéric Hermet. Elle a été sculptée sur une dalle de grès permien d'origine locale mesurant 0,80 m de hauteur sur 0,60 m de largeur.
C'est une petite statue-menhir féminine, dont la partie inférieure, sous les pieds, a peut-être été brisée. Le visage (yeux, nez, tatouages), les membres supérieurs et inférieurs sont complets. Les seins sont étrangement placés au-dessous des mains. Les jambes sont très courtes sous la ceinture. Au dos, les crochets-omoplates et la coiffure en natte sont visibles. Le personnage porte un collier à quatre rangs, une pendeloque en « Y » et une ceinture à décor de chevrons et de bandes verticales.
Une copie de la statue a été dressée au nord du bourg de la commune près de l’aérodrome.